# Peloid

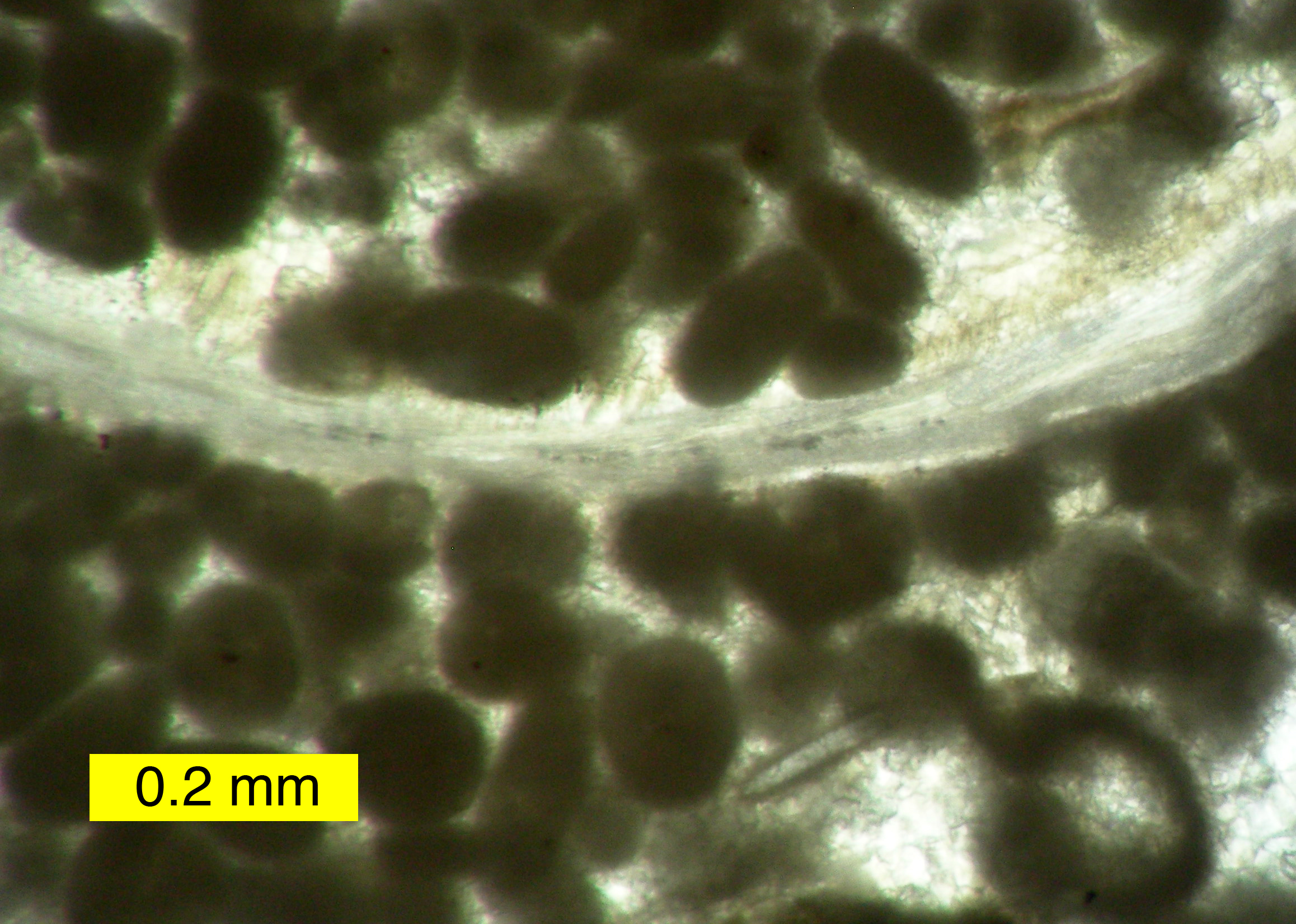
Peloide (dunkel) umgeben von sparitischem Zement (hell) im Dünnschliff eines Kalksteins aus dem Karbon von Nevada.

Peloid (altgriechisch πέλος pelos, deutsch ‚Schlamm‘, εἶδος eídos, deutsch ‚Gestalt‘) ist ein Begriff für die Beschreibung von Kalksteinen im Dünn- und Anschliff. Die Definition ist allerdings nicht ganz einheitlich. Er bezeichnet rundliche, ovale bis leicht längliche, mikritische oder kryptokristalline Körner in der Größenordnung von 50 bis 500 μm mit oder ohne Internstruktur (je nach Definition). Peloide sind aufgrund ihrer Größe und Struktur meist nur in Dünnschliffen unter dem Mikroskop zu erkennen. Größere völlig mikritische Kalkkörner (> 0,5 mm) werden zu den Klasten gerechnet.

## Definition und Namensgebung
Der Begriff Peloid geht auf E. D. McKee und R. C. Gutschick zurück, die ihn 1969 geprägt haben. Als Synonyme von Peloid gelten die Begriffe Pelettoide (je nach Autor), Schlammpeloide, Bahamite, Pseudooide und Arrondide. Es handelt sich um rundliche, ovale bis leicht längliche, mikritische oder kryptokristalline, kalkige Komponenten in der Größenordnung von 50 bis 500 μm mit oder ohne Internstruktur. „Peloid“ i. e. S. ist im Grunde ein Sammelbegriff für Gesteinskomponenten, deren Herkunft bzw. Genese nicht sicher ist, was sehr häufig der Fall ist. Neuere Arbeiten (z. B. Flügel, 2004) rechnen auch die sog. fecal pellets (Kotpillen von Schnecken und Crustaceen) ebenfalls zu den Peloiden, da sie ebenfalls aus einer mikritischen Grundmasse bestehen und auch die Größenordnung der Peloide haben. Fecal Pellets haben oft eine gering ausgeprägte Internstruktur und lassen in vielen Fällen eine genetische Deutung zu. Sie können jedoch auch strukturlos sein oder ihre Internstruktur sekundär verloren haben.
Das Fehlen der Internstruktur kann primär sein, oder eine ursprünglich vorhandene Internstruktur ist durch Umkristallisation verloren gegangen. Weiter können leicht gerundete Bruchstücke von Biogenen durch die Bohrtätigkeit von Mikroorganismen (Bohrpilze und Bohralgen) vollständig mikritisiert werden, und dadurch das Aussehen eines Peloides bekommen. Auch Ooide können u. U. vollkommen mikritisiert werden und zu Peloiden werden. In aller Regel wird sich jedoch die Herkunft derartiger Peloide aus ursprünglichen Ooiden durch andere Indizien nachweisen lassen. Eine weitere Möglichkeit der Entstehung von Peloiden sind unter Mitwirkung von Cyanobakterien entstandene Sedimentkrümel (Algenpeloide). Kalksteine, die überwiegend aus Peloiden bestehen, werden je nach Matrix in der Karbonatklassifikation nach Robert L. Folk als Pelmikrite oder Pelsparite bezeichnet.

## Ähnliche Komponenten
Das weitgehende Fehlen einer Internstruktur steht im Gegensatz zu den Ooiden, rundlich umkrusteten Komponenten mit deutlichen Lagen. Onkoide sind ebenfalls lagig, jedoch meist viel größer und unregelmäßiger aufgebaut.